# Rika Izumi
Rika Izumi (japanisch 泉 里香 Izumi Rika; * 10. November 1988 in Kyōto), auch bekannt als Chisaki Hama (浜千咲), ist eine japanische Schauspielerin und Sängerin.

## Leben und Karriere
2003 versuchte Izumi eine J-Pop-Karriere zu beginnen, wurde aber erst mit ihrer bis dato
einzigen Rolle als Ami Mizuno bzw. Sailor Mercury in der japanischen Live-Action-Fernsehserie Sailor Moon nach dem gleichnamigen Manga von Naoko Takeuchi, die von 2003 bis 2005 produziert wurde, bekannt. Darin spielte sie unter anderem neben Miyū Sawai und Keiko Kitagawa.
Wie auch die anderen Schauspielerinnen der Sailorkriegerinnen in der Tokusatsu-Fernsehserie veröffentlichte sie eine CD mit zwei Liedern zu ihrer Rolle. Auf ihrer CD sind die beiden Songs Yakusoku (約束 ‚Versprechen‘) und Mi Amor (deutsch ‚Meine Liebe‘) enthalten. Letzteres Lied sang Izumi auf Spanisch, was ihr Anerkennung einbrachte, da J-Pop-Sängerinnen meist nur auf Japanisch und teilweise Englisch singen. 2021 wurde Izumi für den Film You’re Not Normal, Either gecastet. Außerdem war sie 2022 in dem Film That Disappearance zu sehen.

## Filmografie (Auswahl)
Filme
- 2006: Go Seigen: Kiwami no Kifu
- 2008: Clearless
- 2011: Paradise Kiss
- 2016: Scoop!
- 2018: Haru Matsu Bokura
- 2021: You’re Not Normal, Either
- 2022: That Disappearance

Serien
- 2003–2004: Bishōjo Senshi Sailor Moon
- 2010: Magerarenai Onna
- 2012: Koisuru Hae Onna
- 2013: Shomuni
- 2018: Kuragehime
- 2023: Galápagos